# Autrey-lès-Cerre
Autrey-lès-Cerre és un municipi francès situat al departament de l'Alt Saona i a la regió de Borgonya - Franc Comtat. L'any 2007 tenia 248 habitants.

## Demografia

### Població
El 2007 la població de fet d'Autrey-lès-Cerre era de 248 persones. Hi havia 88 famílies, de les quals 22 eren unipersonals (9 homes vivint sols i 13 dones vivint soles), 22 parelles sense fills i 44 parelles amb fills.
La població ha evolucionat segons el següent gràfic:
Habitants censats

### Habitatges
El 2007 hi havia 93 habitatges, 89 eren l'habitatge principal de la família i 4 eren segones residències. 90 eren cases i 2 eren apartaments. Dels 89 habitatges principals, 76 estaven ocupats pels seus propietaris, 9 estaven llogats i ocupats pels llogaters i 3 estaven cedits a títol gratuït; 2 tenien dues cambres, 9 en tenien tres, 20 en tenien quatre i 58 en tenien cinc o més. 63 habitatges disposaven pel capbaix d'una plaça de pàrquing. A 28 habitatges hi havia un automòbil i a 50 n'hi havia dos o més.

### Piràmide de població
La piràmide de població per edats i sexe el 2009 era:
| Homes | Edats   | Dones |
| ----- | ------- | ----- |
| 0     | 95 o +  | 0     |
| 0     | 90 a 94 | 0     |
| 0     | 85 a 89 | 0     |
| 4     | 80 a 84 | 4     |
| 0     | 75 a 79 | 0     |
| 4     | 70 a 74 | 8     |
| 4     | 65 a 69 | 0     |
| 0     | 60 a 64 | 4     |
| 12    | 55 a 59 | 0     |
| 4     | 50 a 54 | 8     |
| 4     | 45 a 49 | 16    |
| 0     | 40 a 44 | 0     |
| 8     | 35 a 39 | 4     |
| 12    | 30 a 34 | 8     |
| 8     | 25 a 29 | 0     |
| 0     | 20 a 24 | 12    |
| 0     | 15 a 19 | 0     |
| 0     | 10 a 14 | 16    |
| 8     | 5 a 9   | 0     |
| 4     | 0 a 4   | 4     |

## Economia
El 2007 la població en edat de treballar era de 153 persones, 116 eren actives i 37 eren inactives. De les 116 persones actives 105 estaven ocupades (53 homes i 52 dones) i 10 estaven aturades (4 homes i 6 dones). De les 37 persones inactives 14 estaven jubilades, 11 estaven estudiant i 12 estaven classificades com a «altres inactius».

### Ingressos
El 2009 a Autrey-lès-Cerre hi havia 82 unitats fiscals que integraven 226 persones, la mediana anual d'ingressos fiscals per persona era de 16.270 €.

### Activitats econòmiques
Els 2 establiments que hi havia el 2007 eren d'empreses de construcció.
L'any 2000 a Autrey-lès-Cerre hi havia 3 explotacions agrícoles.

## Equipaments sanitaris i escolars
El 2009 hi havia una escola maternal integrada dins d'un grup escolar amb les comunes properes formant una escola dispersa.

## Poblacions més properes
El següent diagrama mostra les poblacions més properes.